# Antoine Tamestit
Antoine Tamestit est un altiste français né le 11 juillet 1979.

## Biographie
Fils du violoniste et compositeur Gérard Tamestit, Antoine Tamestit a étudié au Conservatoire national supérieur de musique de Paris dans la classe d'alto de Jean Sulem. Il a ensuite été l'élève de Jesse Levine et du Quatuor de Tokyo à l'Université Yale, puis de Tabea Zimmermann à Berlin.
Il a remporté en 2000 le premier prix du Concours international d'alto Maurice Vieux, en 2001 celui du Concours international d'alto William Primrose, en 2003 celui des Young Concert Artists Auditions à New York et en 2004 celui du Concours international ARD de Munich. Il est nommé New Generation Artist de la chaîne BBC pour 2005-2006 et 2006-2007 et Révélation soliste instrumental de l'année aux Victoires de la musique classique 2007.
Il s'est déjà produit sur des scènes internationales telles le Musikverein de Vienne, le Concertgebouw d'Amsterdam ou le Carnegie Hall, avec des formations comme l'Orchestre philharmonique de la BBC, le Quatuor Ébène ou l'Orchestre symphonique de la Radiodiffusion bavaroise. Il a participé à de nombreux festivals de musique de chambre, comme La Folle Journée de Nantes ou de Tokyo et les festivals de Davos et Lucerne, jouant avec Nicholas Angelich, Gautier et Renaud Capuçon, Gidon Kremer, Mischa Maisky ou encore Jean-Guihen Queyras. Depuis 2005, il est en tournée en Europe. Il est membre du « Trio Zimmerman » fondé en 2007 par le violoniste Frank Peter Zimmermann,.
Antoine Tamestit a été de 2007 à 2013 professeur d'alto à la Hochschule für Musik und Tanz Köln (Cologne).

## Instruments
Antoine Tamestit joue sur un alto d’Étienne Vatelot et le Stradivarius Gustav Mahler depuis 2008. Ce dernier instrument, peut-être le premier alto du luthier crémonais, lui est prêté par la fondation suisse Stradivari Stiftung Habisreutinger.

## Discographie
- 2004 : George Benjamin, Viola, Viola, avec Tabea Zimmermann, alto (Nimbus)
- 2007 : Mozart, Quintette K. 542, Trio pour clarinette « des quilles » et Adagio K. 411, invité par Nicolas Baldeyrou, clarinette (OCLC 801773783)
- 2007 : Bach et Ligeti, Chaconne (2006, Ambroisie AM 111) (OCLC 837766799)
- 2008 : Alfred Schnittke Concerto pour alto (1985) ; Chostakovitch, Sonate pour alto et piano, avec Markus Hadulla, piano, et l'Orchestre philharmonique de Varsovie, sous la dir. de Dmitri Kitaïenko (octobre 2007 et janvier 2008, Ambroisie AM 168) (OCLC 921871373)
- 2009 : Mozart, Sinfonia concertante, avec Renaud Capuçon, violon et le Scottish Chamber Orchestra sous la dir. Louis Langrée (Virgin Classics) (OCLC 981309405)
- 2010 : Schubert Sonate Arpeggione et Lieder, avec Markus Hadulla, piano et Sandrine Piau, soprano (avril-juin 2009, Naive V 5219) (OCLC 602942122)
- 2011 : Bruno Mantovani Concerto pour deux altos et orchestre avec Tabea Zimmermann et l'Orchestre philharmonique de Liège, sous la dir. Pascal Rophé (6-10 juillet 2009, Æon) (OCLC 824508396)
- 2012 : Berlioz, Harold en Italie et Les Nuits d'étén avec Anne Sofie von Otter et Les Musiciens du Louvre-Grenoble, sous la dir. Marc Minkowski (avril 2011, Naïve V 5266) (OCLC 758440982)
- 2013 : Bach, Suites pour violoncelle seul nos 1, 3, 5, transcription pour alto (mai/septembre 2012, Naïve V 5300) (OCLC 861787056)
- 2014 : Berlioz, Harold en Italie, et l'Orchestre symphonique de Londres, sous la dir. Valery Gergiev (novembre 2013, LSO-Live) (OCLC 944255475)

En musique de chambre, Antoine Tamestit apparaît également dans  les enregistrements de Schubert (La Truite chez Pantatone), Mendelssohn (Octuor pour BBC Music), Schumann (avec Éric Le Sage, chez Alpha), Fauré (Quatuors avec piano) avec le Trio Wanderer chez Harmonia Mundi.

## Sources et références
1. 1 2 3 4 5 6  « Antoine Tamestit : biographie, actualités et musique à écouter », sur France Musique (consulté le 13 juin 2021).
2. ↑  (en) Biographie des membres du « Trio Zimmermann » sur le site web de l'agence ks-gasteig.de.
3. ↑  https://www.lesechos.fr/21/03/2014/lesechos.fr/0203384024405_trio-zimmermann.htm
4. ↑  (en) « Antonio Stradivari, Cremona, 1672, the 'Gustav Mahler' » , Cozio Archive, sur tarisio.com.
5. ↑  Thierry Hilleriteau, « Voici le Stradivarius le plus cher du monde », Le Figaro,‎ 2 février 2010 (lire en ligne )